# Podchorunžij
Podchorunžij  (russo: Подхорунжий; polacco: Podchorąży)  è un grado militare delle formazioni militari cosacche della Federazione Russa e di alcune delle forze armate di paesi di lingua slava.
in precedenza nell'Impero russo era un grado militare nelle truppe cosacche dell'esercito imperiale russo, periodo imperiale, corrispondente ai gradi di Podpraporščik della fanteria e Štandart-junker della cavalleria.

## Storia
Nel periodo 1826-1917 è stato il grado più alto di sottufficiale cosacco. Nel periodo 1880-1903, il titolo veniva assegnato anche a coloro che si diplomavano nelle scuole cosacche dei cadetti delle forze armate russe del periodo imperiale, prima di ricevere il grado di ufficiale.
I cosacchi dell'esercito imperiale russo, che durante il loro servizio svolgevano i compiti corrispondenti al chorunžij  dei cosacchi, ma che non avevano il diritto alla promozione ai gradi militari, ricevevano il grado di "Zaurjad chorunžij" (зауряд-хорунжий) assegnato a Vachmistr (Вахмистр) e Urjadnik (Урядник) che si erano militarmente distinti. 
|           | grado inferiore: | Podchorunžij | grado superiore: |
| Vachmistr | Chorunžij        | Podchorunžij |                  |

| Sottufficiali (Унтер-офицеры) | Sottufficiali (Унтер-офицеры) | Sottufficiali (Унтер-офицеры) | Sottufficiali (Унтер-офицеры)                      | Sottufficiali (Унтер-офицеры) |
| Arma                          | Fanteria (Инфантерия)         | Artiglieria (Артиллерия)      | Cavalleria (Кавалерия)                             | Cosacchi (Казачьи войска)     |
| ----------------------------- | ----------------------------- | ----------------------------- | -------------------------------------------------- | ----------------------------- |
| Controspallina                |                               | [ 1 ]                         |                                                    |                               |
| Grado                         | Podpraporščik (подпрапорщик)  | Podpraporščik (подпрапорщик)  | Standart-junker (эстандарт-юнкер) (штандарт-юнкер) | Podchorunži (подхорунжий)     |

## Polonia
Nel Regno di Polonia dal XVIII secolo, Chorąży era il grado più basso tra gli ufficiale , e Podchorąży era il sottufficiale di grado più alto.

controspallina di Podchorąży dell'Esercito polacco

Nello stato polacco, ricostituitosi al termine della prima guerra mondiale Podchorąży è stato un grado dell'esercito polacco negli anni tra il 1919 e il 1922, "istituito per la durata della guerra come grado transitorio per ottenere il grado di ufficiale". La Polonia rinata dopo oltre un secolo dalla sua spartizione, avvenuta a fine settecento dovettero affrontare numerosi conflitti. Subito dopo l'indipendenza, scoppiò a Leopoli il conflitto tra le forze ucraine e quelle polacche.  Nel frattempo, nella Polonia occidentale, iniziò un'altra guerra di liberazione nazionale sotto la bandiera della sollevazione della Grande Polonia (1918-1919). Nel gennaio 1919, forze cecoslovacche attaccarono le unità polacche nell'area di Zaolzie, subito dopo iniziò la guerra polacco-lituana (1919-1920) e, nell'agosto 1919, i residenti di lingua polacca dell'Alta Slesia iniziarono una serie di tre rivolte della Slesia. Tuttavia il conflitto militare più critico di quel periodo fu la guerra sovietico-polacca (1919-1921), che si concluse con una decisiva vittoria polacca, con il cosiddetto miracolo della Vistola.
Secondo l'ordinanza del 1919, il Podchorąży era un sottufficiale. Il grado di Podchorąży era inferiore a quello di sergente maggiore e superiore a quello di sergente; tuttavia, il Podchorąży godeva di tutti i diritti sociali degli ufficiali. Il 1º novembre 1919 il comandante in capo Józef Piłsudski approvò il distintivo del grado di Podchorąży sulle spalline delle giacche e dei cappotti. Il 14 febbraio 1922 il ministro degli Affari militari ordinò l'abolizione del grado di Podchorąży.